# Drosophila angor
Drosophila angor är en tvåvingeart som beskrevs av Lin och Ting 1971. Drosophila angor ingår i släktet Drosophila och familjen daggflugor.
Artens utbredningsområde är Taiwan.